# روس لي فيني
روس لي فيني (بالإنجليزية: Ross Lee Finney)‏ هو معلم موسيقى وملحن أمريكي، ولد في 23 ديسمبر 1906 في ويلز في الولايات المتحدة، وتوفي في 4 فبراير 1997 في كارميل-بي-ثي-سي في الولايات المتحدة.

## وصلات خارجية
- روس لي فيني على موقع ميوزك برينز (الإنجليزية)
- روس لي فيني على موقع ديسكوغز (الإنجليزية)